# 愛沢咲夜
愛沢 咲夜（あいざわ さくや）は、畑健二郎の漫画作品およびそれを原作とするアニメ『ハヤテのごとく!』に登場する架空の人物。アニメでの声優は植田佳奈。
なお、当該作中登場人物の一人である西沢歩については、作中では主に「西沢さん」の呼称が用いられるが、本項では以下「歩」と表記する。

## プロフィール
- 誕生日：4月3日
- 血液型：AB型
- 年齢：14歳（初登場時13歳）
- 身長：142cm
- 体重：31kg

## 人物像
三千院家の分家にあたる愛沢家の長女。家族構成は父、母、兄・ギルバート（実は隠し子。現在はオーストラリアに留学中）、妹・日向（10歳）、弟・朝斗（10歳）、妹・夕華（8歳）、妹・葉織（4歳）。
ナギの数少ない友人の一人であり、彼女にとっては姉のような存在。好きなものおよび得意なことは、お笑い・子供の世話・乗馬。苦手なものはシャレの通じない相手と納豆を食べる生命体と歯医者。また、ナギの漫画は全然理解できない。
巻田・国枝という一流の執事二人がついているが、最近は単独行動したりメイドのハルと一緒に登場することが多い。ナギと同様に高度な最新の英才教育を受けており、学力は高校生のハヤテに勉強を教えられるほど優秀である。
ナギ・伊澄と共に白皇学院に飛び級枠で編入する予定だったが、飛び級枠が3人分しか無かったために、伊澄に恋心を抱いているワタルに譲った。現在は他の女子校に通っている。
料理も得意。「神出鬼没のライセンスをデフォルトで備えて」いるとの事で、前触れ無しに突然現れることが多い。第7巻頃から伊澄の仕事を手伝うようになり、途中からリィン・レジオスターを普通に見ている。初めの内は見えず、描写上の初のシーン（第7巻第8話）では自分の頭がおかしくなったと思い土地神を「幻覚」と言っていた。
一人称は初期は「私」、第3巻から第5巻あたりでは「ワシ」だが、それ以後では「ウチ」になっている。二人称は「自分」。伊澄のことは「伊澄さん」と呼ぶ。初登場時にはナギから「咲（サク。連載では「サク」とカタカナ表記だったが単行本では漢字に修正された）」と呼ばれていたが、原作では後に「咲夜」と呼ばれている。
家では大衆用の遊園地を経営するが全く客が入らず、ナギには彼女のものと同様の個人用遊園地だと思われていた。また、「"タイ"タニック号」という悪趣味なクルーザーも作ったことがあり、ナギの依頼を受けた咲夜がハヤテ達を招いてクルージングしていた所へ、テロリスト集団に襲撃され、彼等が仕掛けた爆弾により本物と同じく沈没した。

## 性格・容姿

### 性格
典型的な（ステレオタイプな）関西人で、お笑いが大好き。彼女自身もボケて見せることがあるが、ツッコミの役回りをすることが多く、つまらないボケだとハヤテ・ナギ・伊澄・ワタル・タマなどにも容赦なくハリセンでたたくことも。何かにつけて面白いことを求める傾向にあり、伊澄やワタルをよくからかっている。つまらないギャグを言う人間は嫌い。ナギや伊澄と比べれば常識がそれなりにはあるため、愛沢家も相当の富豪だが、他のお嬢様方に比べると比較的しっかりしている。金銭感覚なども限りなく庶民に近く、莫大な遺産より帝からのお年玉を欲しがったり綿あめをおごってもらい素直に喜んだりしている。
姉として年下の弟や妹の面倒をよく見ているので、危なっかしいナギや度々貧乏くじを引くハヤテを放っておけず相談役を好んで買って出る面倒見の良さがあるが、その割にアドバイスはあまり役に立たないことが多い。ナギに言わせるとマリアと比較して「頼りにならない姉」である。
またナギと同じく結構負けず嫌いでもあり、お姉ちゃん気質から子供扱いされることを嫌って大人っぽく見られたいと思っている一面がある。それが高じて服を少し脱いで色仕掛けをすることも結構あり、着衣のままとはいえハヤテとともに風呂に入り背中に胸を押しつけるような大胆なことをしたこともあった。しかし逆に自分の色仕掛けに恥ずかしくなって赤くなり逃げ出したりと背伸びをしている感が強い。それでいて、幼なじみの中でも家族の中でも姉のような存在なので「お兄ちゃん」の存在に憧れを持っており、妹として扱われたい願望もある。当初の性格は少し強引で、自分のギャグのためなら勝手に器物を壊したり他人の都合を無視してツッコミを入れる傍若無人ぶりだった。しかし作中で日数が進むにつれてそういった面は目立たなくなっていき、少しずつ女の子っぽさが増しておしとやかで愛想のいい常識人の部分が強くなっていった。

### 容姿
容姿にはナギや帝と同様にツリ目や低身長といった三千院家の特徴が出ている。髪の色は灰色のおかっぱ。最近では緑がかった配色にされることもある。一度作者の手元に近い色がなかったためバックステージの絵で髪の色が違うことがあった。また、PV版では黒っぽくも見える。瞳は緑色。
前衛的な性格に対して、服装はナギと同じようなお嬢様っぽいフリフリの可愛い服も好んで着る。胸は当初は年齢相応の薄いサイズだったが、性格の変化につれて同じように序々に豊かになっていき、現在では14歳で背も低いにもかかわらず年上を含めた作中の他キャラよりもずっと大きくほぼ巨乳になっている。胸が大きくなり始めてからは肩が出るような少し露出の高い服も着るようになった。性格も身体も初期と現在を比べると大きく異なり、作中でも変化が目立つキャラでもある。

## 対人関係
ナギの知人関係の中では最も付き合いが古く最大の理解者の一人であり、彼女が危なっかしいので良くフォローをしていた人物。ナギは幼い頃は弟や妹、友人達につられて「サク姉ちゃん」と呼んでいた。人付き合いが好きではないナギがバイト疲れを押して誕生会に出席するなど、大切な存在であることが窺える。だが一方で、彼女の性格が歪む原因となる事件にもたびたび関わっている。
またおば（義叔母か義伯母かは不明）にあたる紫子ともかなりの親交があったらしく、彼女のことを「ゆっきゅん」とあだ名で呼んでいた。
ハヤテのことは当初、そこまで好感を持っているようには見えず「（ナギの歴代の執事の中で）一番ビンボー臭い」と言っていた。だが、ナギの家に遊びに来て迷子になり二人で過ごす羽目になってからはハヤテと親しくなった。一方咲夜自身が結構自負しているスタイル面ではほぼ一切相手にされず、また恥ずかしがりながら捨て台詞を残して逃げていくなど結構かわいそうな面もある。ただ、彼女の作る手料理（和食）はハヤテ曰く和むらしく、ナギがジェラシーを感じたこともあるほどである。初めのうちはハヤテのことを「借金執事」や「執事君」と呼んでいたが、最近では「ハヤテ」「ハヤテはん」と名前で呼ぶことが多い。このようにコロコロ呼び名が変わるのは本人曰く「どう呼んだらいいか分からない」かららしく、「お兄ちゃん」というものへの憧れから、ハヤテに「ハヤテお兄ちゃん」と呼んではどうかと持ちかけたりもしたが、お互いに違和感を覚えたようですぐに取り止めになった。ストーリー終盤では「ハヤテ兄やん」と呼んでいる。
伊澄もナギ同様に幼馴染で、天然な伊澄をからかうこともかなり多い一方で極度の方向音痴である彼女の目的地を見抜いて案内するなど面倒を見ることも少なくない。伊澄の方も咲夜に相談を持ちかけることがある。
ワタルのことをよくいじっているが、からかい相手とは別に真面目で一本気な部分を評価してもいる。白皇学院への飛び級入学をするはずであったが入学枠の制限があり、伊澄と一緒に入学したいワタルの希望を叶える為に枠を譲ったので他の学校へ通う事になった。
作中で専属メイドが必要と判断され、メイド喫茶で選ばれた春風千桜を雇うこととなっている。最初はメイドを雇うこと自体に乗り気ではなかったが、千桜と触れ合っては自分から雇うことにしており、その後は共に現れることが多い。千桜の有能さはもちろん、面白さも評価している。
白皇学院には通っていないが、下田旅行編ではヒナギクや生徒会3人娘とカラオケを楽しんだりしていた。また、副会長の愛歌も咲夜の誕生パーティーに出席している。

## アニメ
- ハヤテに電気あんまをかけたり、携帯用ハリセンを所持してボケた相手を叩くなど、ツッコミが原作よりもさらにエスカレートかつ強烈なものと化している。
- 基本的に胸は小さめに描かれるが、第1期第2クールEDや第18話・第38話・第40話・第44話・第52話など胸が大きく露出する服装（水着含む）の際は大きめに描かれる。
- 放送開始当初、あくまで主要キャラを軸にしたストーリー展開やヒナギクなど他サブヒロインの早期登場などにより、伊澄とともに出番が極端に激減した時期があった。特に第1期第2クールから第3クールにかけて、およそ3か月近く本編に登場しないことがあり、作中で「自分ら（咲夜と伊澄）の扱いが悪い」という台詞が出たほどである。

## 備考
- 登場前は色気のあるお姉さんキャラになる予定だったが、担当の鶴の一声で美少女キャラに変更された。色気については一時期はマリアが担うはずであったが、早々にメイド服が確立してしまい限界があるため、結果としては咲夜の設定に加えられることとなった。
- 当初はどういう立ち位置で用いるべきか難しかったが、現在は使いやすいキャラだと作者は述べている[9]。
- 原作では連載1周年記念イラストで作者に素で忘れられる[10]（これはその回の本編中でネタになった）など、歩同様しばしば忘れられることがある。
- 第1回人気投票では6位だったが、2007年10月の「秋葉原エンタまつり2007」で行われた「ハヤテのごとく!キャラクター人気投票in秋葉原」では5位、2008年4・5月の「ハヤテのごとく!キャラクター人気投票in大阪・日本橋」では3位を獲得した。
- 『ハヤテのごとく!公式ガイドブック』で作者は、「初登場したときはビックリするほど不評なキャラだったが、物語が進むにつれ本来の性格の良さが表れてきたためか徐々に人気が上がってホッとしました」とコメントしている。